# فصل توفند اقیانوس اطلس در ۱۹۴۱

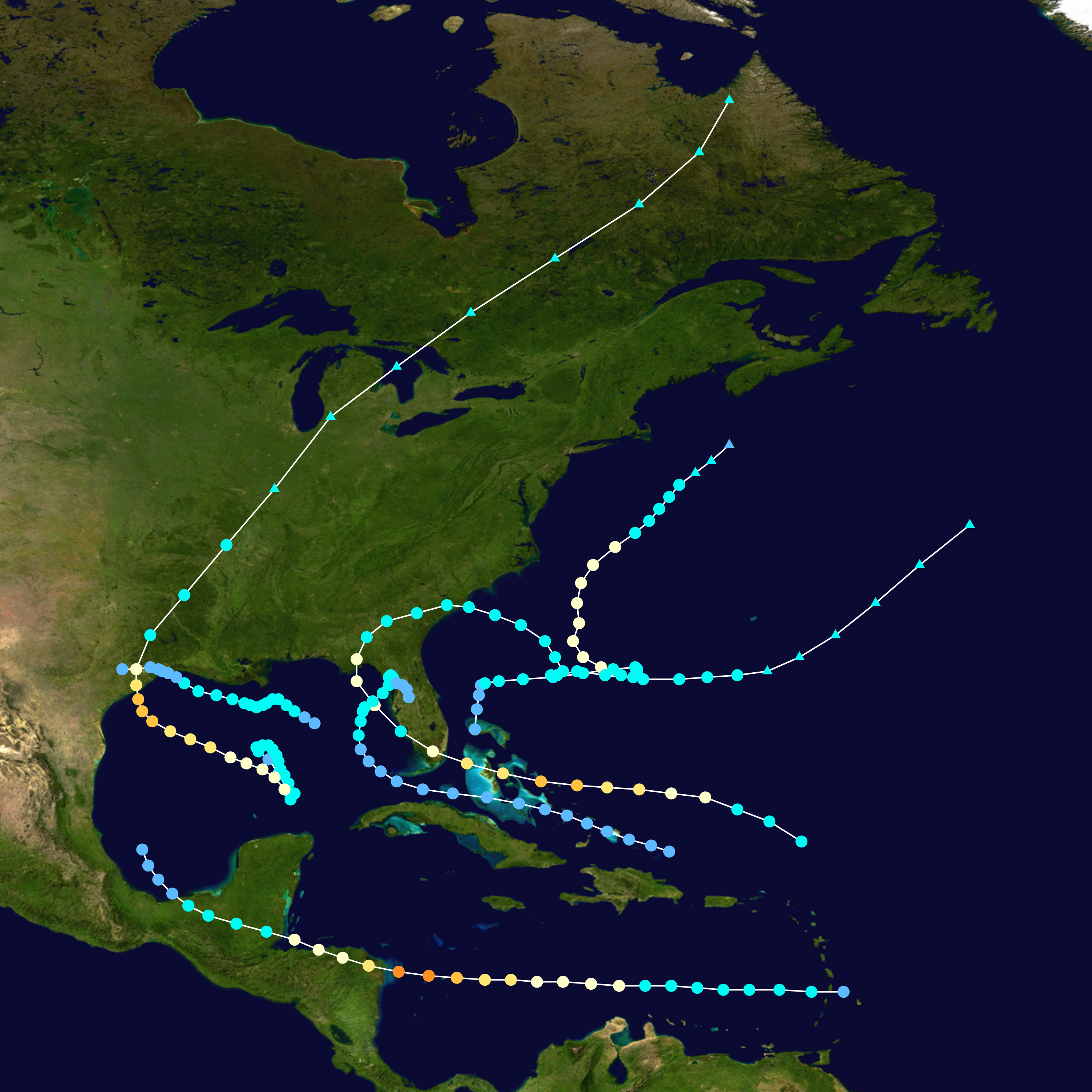
نقاط وقوع توفند

فصل توفند اقیانوس اطلس در سال ۱۹۴۱ (به انگلیسی: 1941 Atlantic hurricane season) دوره ای در سال ۱۹۴۱ میلادی بود که در آن در نواحی اقیانوس اطلس، توفندهایی شکل می‌گرفت. در این فصل تعداد توفندها زیاد نبود و به شش توفند محدود می‌شد. این فصل از ۱۶ ژوئن ۱۹۴۱ تا ۱ نوامبر ۱۹۴۱ ادامه داشت.